# Evippa apsheronica
Evippa apsheronica là một loài nhện trong họ Lycosidae.
Loài này thuộc chi Evippa. Evippa apsheronica được Yuri M. Marusik, Guseinov & Koponen miêu tả năm 2003.